# Вестстраумен
Ледникът Вестстраумен (на английски: Veststraumen Glacier) е планински ледник в Източна Антарктида, Бряг принцеса Марта на Земя кралица Мод с дължина 72 km. Води началото си от планината Милоргкньоусане, „протича“ в западна посока по южното подножие на планината Краул и се „влива“ в южната част на шелфовия ледник Рисер-Ларсен.
На 5 ноември 1967 г. по време на полет на ВМС на САЩ се извършва аерофотозаснемане на участък от западното крайбрежие на Земя кралица Мод, при което е открит голям планински ледник, който през 1969 г. американския Консултативен комитет по антарктическите названия наименува Ендюранс (издръжливост). През 1974 г. това название е променено на Вестстраумен (западен поток), тъй като междувременно името Ендюранс е дадено на ледник на остров Елефант в Южните Шетлъндски острови от Британския комитет по антарктическите названия.